# Ред (биологија)
Ред (лат. ordo) је у биолошкој класификацији назив таксономске категорије која је хијерархијски изграђена из једне или више породица. Ред је
- таксономски ранг који се користи у класификацији организама и препознаје се номенклатурним кодовима. Остали добро познати рангови су живот, домен, царство, раздео, класа, породица, род и врсте, са редом који се уклапа између класе и породице. Непосредно виши ранг, надред (изнад ког је магнред), може се додати директно изнад реда, док подред има нижи ранг (следе инфраред и парвред).
- таксономска јединица, таксон, у том рангу. У том случају множина су редови (латински ordines).

Пример: Све сове припадају реду Strigiformes.
Шта припада датом реду одређују таксономисти, као и да ли дати ред уопште треба признати. Често не постоји сагласност, јер различити таксономисти заузимају различита стајалишта. Не постоје чврста правила која таксономиста треба да поштује при опису или признавању реда. Неки су таксони прихваћени готово универзално, док се други признају само у ретким случајевима.

## Суфикси
За неке групе организама користе се конзистентни суфикси који означавају ранг реда. Латински суфикс -(i)formes са значењем „има форму” користи се за научно име редова птица и риба, али не и за сисаре и бескичмењаке. Суфикс -ales је за назив реда биљака, гљивица и алги.

## Попис редова живог света (по абецедном реду)

### A
1. Ред
2. Ред
3. Ред
4. Ред
5. Ред
6. Ред
7. Ред
8. Ред
9. Ред
10. Ред
11. Ред
12. Ред
13. Ред
14. Ред
15. Ред
16. Ред
17. Ред
18. Ред
19. Ред
20. Ред
21. Ред
22. Ред
23. Ред
24. Ред
25. Ред
26. Ред
27. Ред
28. Ред
29. Ред
30. Ред
31. Ред
32. Ред
33. Ред
34. Ред
35. Ред
36. Ред
37. Ред
38. Ред
39. Ред
40. Ред
41. Ред
42. Ред
43. Ред
44. Ред
45. Ред
46. Ред
47. Ред
48. Ред
49. Ред
50. Ред
51. Ред
52. Ред
53. Ред
54. Ред
55. Ред
56. Ред
57. Ред
58. Ред
59. Ред
60. Ред
61. Ред
62. Ред
63. Ред
64. Ред
65. Ред
66. Ред
67. Ред
68. Ред
69. Ред
70. Ред
71. Ред
72. Ред
73. Ред
74. Ред
75. Ред
76. Ред
77. Ред
78. Ред
79. Ред
80. Ред
81. Ред
82. Ред
83. Ред
84. Ред
85. Ред
86. Ред
87. Ред
88. Ред
89. Ред
90. Ред
91. Ред
92. Ред
93. Ред
94. Ред
95. Ред
96. Ред
97. Ред
98. Ред
99. Ред
100. Ред
101. Ред
102. Ред
103. Ред
104. Ред
105. Ред
106. Ред
107. Ред
108. Ред
109. Ред
110. Ред
111. Ред

### B
1. Ред
2. Ред
3. Ред
4. Ред
5. Ред
6. Ред
7. Ред
8. Ред
9. Ред
10. Ред
11. Ред
12. Ред
13. Ред
14. Ред
15. Ред
16. Ред
17. Ред
18. Ред
19. Ред
20. Ред
21. Ред
22. Ред
23. Ред
24. Ред
25. Ред
26. Ред
27. Ред
28. Ред
29. Ред  (Žohari}-)
30. Ред
31. Ред
32. Ред
33. Ред
34. Ред
35. Ред
36. Ред
37. Ред
38. Ред
39. Ред
40. Ред
41. Ред
42. Ред
43. Ред
44. Ред
45. Ред
46. Ред
47. Ред
48. Ред
49. Ред
50. Ред

### C
1. Ред
2. Ред
3. Ред
4. Ред
5. Ред
6. Ред
7. Ред
8. Ред
9. Ред
10. Ред
11. Ред
12. Ред
13. Ред
14. Ред
15. Ред
16. Ред
17. Ред
18. Ред
19. Ред
20. Ред
21. Ред
22. Ред
23. Ред
24. Ред
25. Ред
26. Ред
27. Ред
28. Ред
29. Ред
30. Ред
31. Ред
32. Ред
33. Ред
34. Ред
35. Ред
36. Ред
37. Ред
38. Ред
39. Ред
40. Ред
41. Ред
42. Ред
43. Ред
44. Ред
45. Ред
46. Ред
47. Ред
48. Ред
49. Ред
50. Ред
51. Ред
52. Ред
53. Ред
54. Ред
55. Ред
56. Ред
57. Ред
58. Ред
59. Ред
60. Ред
61. Ред
62. Ред
63. Ред
64. Ред
65. Ред
66. Ред
67. Ред
68. Ред
69. Ред
70. Ред
71. Ред
72. Ред
73. Ред
74. Ред
75. Ред
76. Ред
77. Ред
78. Ред
79. Ред
80. Ред
81. Ред
82. Ред
83. Ред
84. Ред
85. Ред
86. Ред
87. Ред
88. Ред
89. Ред
90. Ред
91. Ред
92. Ред
93. Ред
94. Ред
95. Ред
96. Ред
97. Ред
98. Ред
99. Ред
100. Ред  (Kornjaši}-)
101. Ред
102. Ред
103. Ред
104. Ред
105. Ред
106. Ред
107. Ред
108. Ред
109. Ред
110. Ред
111. Ред
112. Ред
113. Ред
114. Ред
115. Ред
116. Ред
117. Ред
118. Ред
119. Ред
120. Ред
121. Ред
122. Ред
123. Ред
124. Ред
125. Ред
126. Ред
127. Ред
128. Ред
129. Ред
130. Ред
131. Ред
132. Ред
133. Ред
134. Ред
135. Ред
136. Ред
137. Ред
138. Ред
139. Ред
140. Ред
141. Ред
142. Ред
143. Ред
144. Ред
145. Ред
146. Ред
147. Ред
148. Ред
149. Ред
150. Ред
151. Ред
152. Ред
153. Ред
154. Ред

### D
1. Ред
2. Ред
3. Ред
4. Ред
5. Ред
6. Ред
7. Ред
8. Ред
9. Ред
10. Ред
11. Ред
12. Ред
13. Ред
14. Ред
15. Ред
16. Ред
17. Ред
18. Ред
19. Ред
20. Ред
21. Ред
22. Ред
23. Ред
24. Ред
25. Ред
26. Ред
27. Ред
28. Ред
29. Ред
30. Ред
31. Ред
32. Ред
33. Ред
34. Ред
35. Ред
36. Ред
37. Ред
38. Ред
39. Ред
40. Ред
41. Ред
42. Ред
43. Ред
44. Ред
45. Ред
46. Ред
47. Ред
48. Ред
49. Ред
50. Ред
51. Ред
52. Ред
53. Ред
54. Ред  (Dvokrilci}-)
55. Ред
56. Ред
57. Ред
58. Ред
59. Ред
60. Ред
61. Ред

### E
1. Ред
2. Ред
3. Ред
4. Ред
5. Ред
6. Ред
7. Ред
8. Ред
9. Ред
10. Ред
11. Ред
12. Ред
13. Ред
14. Ред
15. Ред
16. Ред
17. Ред
18. Ред
19. Ред
20. Ред
21. Ред
22. Ред
23. Ред
24. Ред
25. Ред
26. Ред
27. Ред
28. Ред
29. Ред
30. Ред
31. Ред
32. Ред
33. Ред
34. Ред
35. Ред
36. Ред
37. Ред
38. Ред
39. Ред
40. Ред
41. Ред
42. Ред
43. Ред
44. Ред
45. Ред
46. Ред
47. Ред
48. Ред
49. Ред
50. Ред

### F
1. Ред
2. Ред
3. Ред
4. Ред
5. Ред
6. Ред
7. Ред
8. Ред
9. Ред
10. Ред
11. Ред
12. Ред
13. Ред
14. Ред
15. Ред
16. Ред
17. Ред

### G
1. Ред
2. Ред
3. Ред
4. Ред
5. Ред
6. Ред
7. Ред
8. Ред
9. Ред
10. Ред
11. Ред
12. Ред
13. Ред
14. Ред
15. Ред
16. Ред
17. Ред
18. Ред
19. Ред
20. Ред
21. Ред
22. Ред
23. Ред
24. Ред
25. Ред
26. Ред
27. Ред
28. Ред
29. Ред
30. Ред
31. Ред
32. Ред
33. Ред
34. Ред
35. Ред
36. Ред
37. Ред
38. Ред
39. Ред
40. Ред
41. Ред
42. Ред

### H
1. Ред
2. Ред
3. Ред
4. Ред
5. Ред
6. Ред
7. Ред
8. Ред
9. Ред
10. Ред
11. Ред
12. Ред
13. Ред
14. Ред
15. Ред
16. Ред
17. Ред
18. Ред
19. Ред
20. Ред
21. Ред
22. Ред
23. Ред
24. Ред
25. Ред
26. Ред
27. Ред
28. Ред
29. Ред
30. Ред
31. Ред
32. Ред
33. Ред
34. Ред
35. Ред
36. Ред
37. Ред
38. Ред
39. Ред
40. Ред
41. Ред
42. Ред
43. Ред  (Opnokrilci}-)
44. Ред
45. Ред
46. Ред
47. Ред
48. Ред
49. Ред
50. Ред
51. Ред

### I
1. Ред
2. Ред
3. Ред
4. Ред
5. Ред
6. Ред
7. Ред
8. Ред  (Termiti)
9. Ред

### J
1. Ред
2. Ред
3. Ред
4. Ред

### K
1. Ред
2. Ред
3. Ред
4. Ред
5. Ред
6. Ред

### L
1. Ред
2. Ред
3. Ред
4. Ред
5. Ред
6. Ред
7. Ред
8. Ред
9. Ред
10. Ред
11. Ред
12. Ред
13. Ред
14. Ред
15. Ред
16. Ред
17. Ред
18. Ред
19. Ред
20. Ред
21. Ред
22. Ред  (Leptiri}-)
23. Ред
24. Ред
25. Ред
26. Ред
27. Ред
28. Ред
29. Ред
30. Ред
31. Ред
32. Ред
33. Ред
34. Ред
35. Ред
36. Ред
37. Ред
38. Ред
39. Ред
40. Ред
41. Ред
42. Ред
43. Ред
44. Ред
45. Ред
46. Ред
47. Ред
48. Ред
49. Ред
50. Ред
51. Ред
52. Ред
53. Ред
54. Ред
55. Ред

### M
1. Ред
2. Ред
3. Ред
4. Ред
5. Ред
6. Ред
7. Ред
8. Ред
9. Ред
10. Ред
11. Ред
12. Ред
13. Ред
14. Ред
15. Ред
16. Ред
17. Ред
18. Ред
19. Ред
20. Ред
21. Ред
22. Ред
23. Ред
24. Ред
25. Ред
26. Ред
27. Ред
28. Ред
29. Ред
30. Ред
31. Ред
32. Ред
33. Ред
34. Ред
35. Ред
36. Ред
37. Ред
38. Ред
39. Ред
40. Ред
41. Ред
42. Ред
43. Ред
44. Ред
45. Ред
46. Ред
47. Ред
48. Ред
49. Ред
50. Ред
51. Ред
52. Ред
53. Ред
54. Ред
55. Ред
56. Ред
57. Ред
58. Ред
59. Ред
60. Ред
61. Ред
62. Ред
63. Ред
64. Ред
65. Ред
66. Ред
67. Ред
68. Ред
69. Ред
70. Ред
71. Ред
72. Ред
73. Ред
74. Ред
75. Ред
76. Ред
77. Ред

### N
1. Ред
2. Ред
3. Ред
4. Ред
5. Ред
6. Ред
7. Ред
8. Ред
9. Ред
10. Ред
11. Ред
12. Ред
13. Ред
14. Ред
15. Ред
16. Ред
17. Ред
18. Ред
19. Ред
20. Ред
21. Ред
22. Ред
23. Ред
24. Ред
25. Ред
26. Ред
27. Ред
28. Ред
29. Ред
30. Ред
31. Ред
32. Ред
33. Ред
34. Ред
35. Ред
36. Ред
37. Ред
38. Ред
39. Ред
40. Ред
41. Ред

### O
1. Ред
2. Ред
3. Ред
4. Ред
5. Ред
6. Ред
7. Ред
8. Ред
9. Ред
10. Ред
11. Ред
12. Ред
13. Ред
14. Ред
15. Ред
16. Ред
17. Ред
18. Ред
19. Ред
20. Ред
21. Ред  (Ravnokrilci)
22. Ред
23. Ред
24. Ред
25. Ред
26. Ред
27. Ред
28. Ред
29. Ред
30. Ред

### P
1. Ред
2. Ред
3. Ред
4. Ред
5. Ред
6. Ред
7. Ред
8. Ред
9. Ред
10. Ред
11. Ред
12. Ред
13. Ред
14. Ред
15. Ред
16. Ред
17. Ред
18. Ред
19. Ред
20. Ред
21. Ред
22. Ред
23. Ред
24. Ред
25. Ред
26. Ред
27. Ред
28. Ред
29. Ред
30. Ред
31. Ред
32. Ред
33. Ред
34. Ред
35. Ред
36. Ред
37. Ред
38. Ред
39. Ред
40. Ред
41. Ред
42. Ред
43. Ред
44. Ред
45. Ред
46. Ред
47. Ред
48. Ред
49. Ред
50. Ред
51. Ред
52. Ред
53. Ред
54. Ред
55. Ред
56. Ред
57. Ред
58. Ред
59. Ред
60. Ред
61. Ред
62. Ред
63. Ред
64. Ред
65. Ред
66. Ред
67. Ред
68. Ред
69. Ред
70. Ред
71. Ред
72. Ред
73. Ред
74. Ред
75. Ред
76. Ред
77. Ред
78. Ред
79. Ред
80. Ред
81. Ред
82. Ред
83. Ред
84. Ред
85. Ред
86. Ред
87. Ред
88. Ред
89. Ред
90. Ред
91. Ред
92. Ред
93. Ред
94. Ред
95. Ред
96. Ред
97. Ред
98. Ред
99. Ред
100. Ред
101. Ред
102. Ред
103. Ред
104. Ред
105. Ред
106. Ред
107. Ред
108. Ред
109. Ред
110. Ред
111. Ред
112. Ред
113. Ред
114. Ред
115. Ред
116. Ред
117. Ред
118. Ред
119. Ред
120. Ред
121. Ред
122. Ред
123. Ред
124. Ред
125. Ред
126. Ред
127. Ред
128. Ред
129. Ред
130. Ред
131. Ред
132. Ред
133. Ред
134. Ред
135. Ред
136. Ред
137. Ред
138. Ред
139. Ред
140. Ред
141. Ред
142. Ред
143. Ред
144. Ред
145. Ред
146. Ред
147. Ред
148. Ред
149. Ред
150. Ред
151. Ред
152. Ред

### R
1. Ред
2. Ред
3. Ред
4. Ред
5. Ред
6. Ред
7. Ред
8. Ред
9. Ред
10. Ред
11. Ред
12. Ред
13. Ред
14. Ред
15. Ред
16. Ред
17. Ред
18. Ред
19. Ред
20. Ред
21. Ред
22. Ред
23. Ред
24. Ред
25. Ред
26. Ред
27. Ред
28. Ред
29. Ред
30. Ред
31. Ред
32. Ред
33. Ред
34. Ред
35. Ред
36. Ред
37. Ред
38. Ред
39. Ред

### S
1. Ред
2. Ред
3. Ред
4. Ред
5. Ред
6. Ред
7. Ред
8. Ред
9. Ред
10. Ред
11. Ред
12. Ред
13. Ред
14. Ред
15. Ред
16. Ред
17. Ред
18. Ред
19. Ред
20. Ред
21. Ред
22. Ред
23. Ред
24. Ред
25. Ред
26. Ред
27. Ред
28. Ред
29. Ред
30. Ред
31. Ред
32. Ред
33. Ред
34. Ред
35. Ред
36. Ред
37. Ред
38. Ред
39. Ред
40. Ред
41. Ред
42. Ред
43. Ред
44. Ред
45. Ред
46. Ред
47. Ред
48. Ред
49. Ред
50. Ред
51. Ред
52. Ред
53. Ред
54. Ред
55. Ред
56. Ред
57. Ред
58. Ред
59. Ред
60. Ред
61. Ред
62. Ред
63. Ред
64. Ред
65. Ред
66. Ред
67. Ред
68. Ред
69. Ред
70. Ред
71. Ред
72. Ред
73. Ред
74. Ред
75. Ред
76. Ред
77. Ред
78. Ред
79. Ред
80. Ред
81. Ред
82. Ред
83. Ред
84. Ред
85. Ред
86. Ред
87. Ред
88. Ред
89. Ред
90. Ред
91. Ред
92. Ред
93. Ред
94. Ред
95. Ред
96. Ред
97. Ред
98. Ред
99. Ред
100. Ред
101. Ред
102. Ред
103. Ред
104. Ред
105. Ред
106. Ред
107. Ред
108. Ред
109. Ред
110. Ред
111. Ред
112. Ред
113. Ред

### T
1. Ред
2. Ред
3. Ред
4. Ред
5. Ред
6. Ред
7. Ред
8. Ред
9. Ред
10. Ред
11. Ред
12. Ред
13. Ред
14. Ред
15. Ред
16. Ред
17. Ред
18. Ред
19. Ред
20. Ред
21. Ред
22. Ред
23. Ред
24. Ред
25. Ред
26. Ред
27. Ред
28. Ред
29. Ред
30. Ред
31. Ред
32. Ред
33. Ред
34. Ред
35. Ред
36. Ред
37. Ред
38. Ред
39. Ред
40. Ред
41. Ред  (Resičari)
42. Ред
43. Ред
44. Ред
45. Ред
46. Ред
47. Ред
48. Ред
49. Ред
50. Ред
51. Ред
52. Ред
53. Ред
54. Ред
55. Ред
56. Ред
57. Ред
58. Ред
59. Ред
60. Ред
61. Ред
62. Ред
63. Ред
64. Ред
65. Ред
66. Ред
67. Ред
68. Ред
69. Ред
70. Ред
71. Ред
72. Ред
73. Ред
74. Ред

### U
1. Ред
2. Ред
3. Ред
4. Ред
5. Ред
6. Ред
7. Ред
8. Ред
9. Ред
10. Ред
11. Ред

### V
1. Ред
2. Ред
3. Ред
4. Ред
5. Ред
6. Ред
7. Ред
8. Ред
9. Ред
10. Ред
11. Ред
12. Ред
13. Ред
14. Ред

### W
1. Ред
2. Ред

### X
1. Ред
2. Ред
3. Ред
4. Ред

### Z
1. Ред
2. Ред
3. Ред
4. Ред
5. Ред
6. Ред
7. Ред